# Barbut de Makawa
El barbut de Makawa (Pogoniulus makawai) és una espècie d'ocell de la família dels líbids (Lybiidae).

## Descripció
- És un ocell petit de bec gros que fa uns 11 cm de llarg.
- Cap negre amb una franja blanca a cada costat del bec. Pit blanc.

## Hàbitat i distribució
Conegut únicament per un individu col·lectat en 1964, és considerat endèmic de les zones arbustives del nord-oest de Zàmbia.

## Taxonomia
Ocell molt poc conegut que era considerat coespecífic de Pogoniulus bilineatus però que va ser considerat una espècie de ple dret arran els treballs de Collar et Fishpool (2006).